# Azadinos
Azadinos es una localidad española, perteneciente al municipio de Sariegos, en la provincia de León y la comarca de Tierra de León, en la comunidad autónoma de Castilla y León.
Situado a la margen derecha del río Bernesga, es atravesado de sur a norte por la Presa del Bernesga.
Los terrenos de Azadinos limitan con los de Lorenzana al norte, Carbajal de la Legua y Villasinta de Torío al noreste, Villaquilambre y Navatejera al este, León al sureste, Villabalter y San Andrés del Rabanedo al sur, La Virgen del Camino y Ferral del Bernesga al suroeste, Cimanes del Tejar, Azadón y Secarejo al oeste y Sariegos del Bernesga y Pobladura del Bernesga al noroeste.
Perteneció a la antigua Hermandad de Bernesga de Arriba.